# Classe Delfim
A classe Delfim foi um modelo de submarinos que serviu a Marinha Portuguesa entre 1934 e 1950.
Os navios desta classe foram construídos no Reino Unido nos Estaleiros de Barrow, baseando-se na classe britânica Vickers-Armstrong. A sua encomenda deu-se ao abrigo do Programa Naval Português da década de 1930.
Até à actualidade estes foram os submarinos de maior tonelagem a servir a Marinha Portuguesa.
Os três submarinos da classe, constituíram a 2ª esquadrilha de submarinos da Marinha Portuguesa, tendo prestado serviço durante a Segunda Guerra Mundial. Foram sendo substituídos, a partir de 1948, pelos submarinos da classe Narval.

## Unidades
| Indicativo visual | Nome          | Serviço     | Observações |
| ----------------- | ------------- | ----------- | ----------- |
| D                 | NRP Delfim    | 1934 - 1950 |             |
| E                 | NRP Espadarte | 1934 - 1950 |             |
| G                 | NRP Golfinho  | 1934 -1950  |             |